# Enschede
Enschede (AFI: /ˈɛnsxəˌdeː/, ; in basso sassone: Eanske; in frisone occidentale: Ynskedee) è una città e municipalità dei Paesi Bassi nella regione di Twente, nel sudest della provincia dell'Overijssel al confine con la Germania.

## Etimologia
Si ritiene che Enschede derivi dal sassone antico "An die Schede", con il significato di "limite", vista la posizione della città al confine con il Circondario della Contea di Bentheim (Germania). Altre forme in cui è attestato il nome Enschede sono anche Anescede ed Enscede.

## Storia

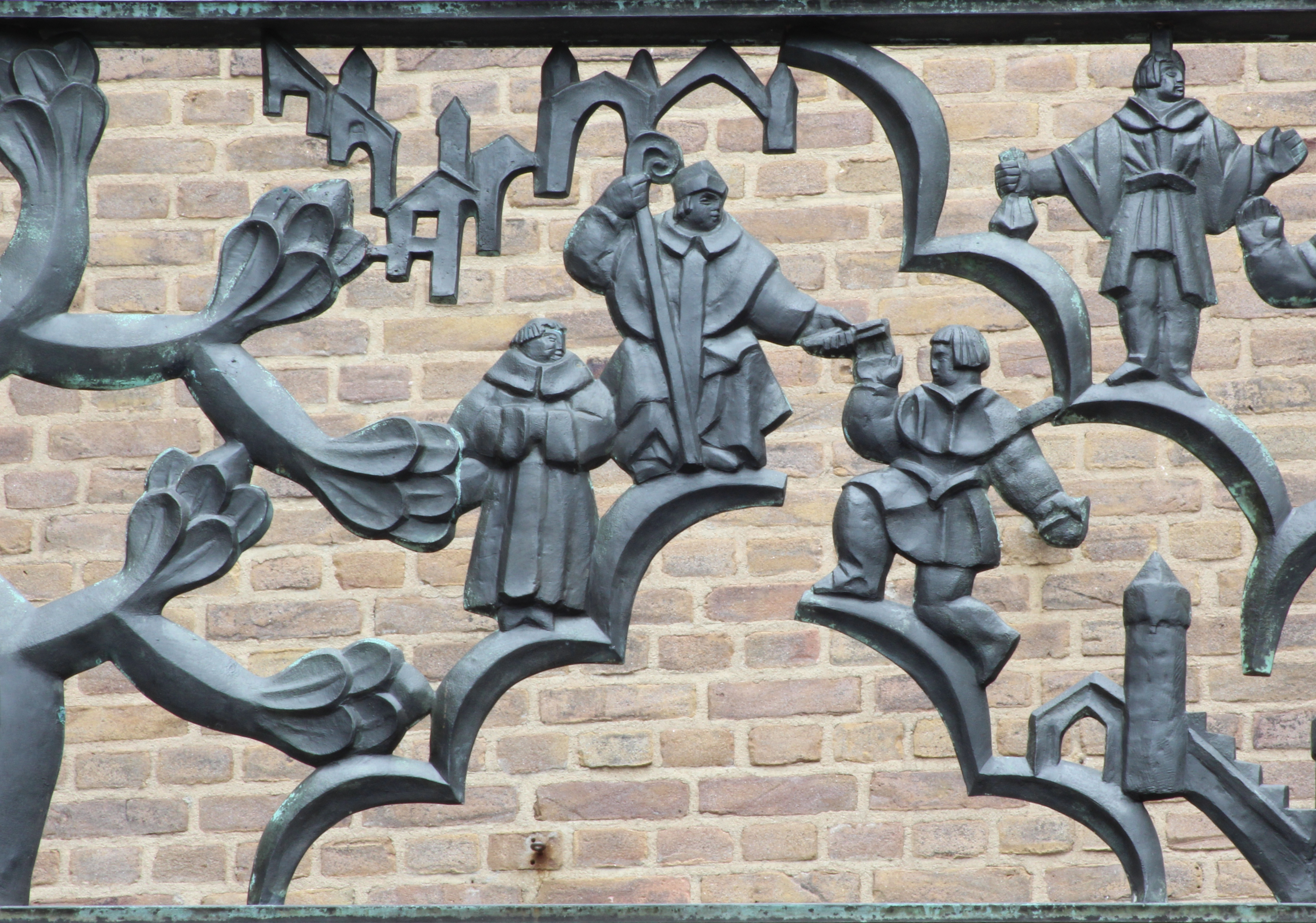
Dettaglio della balconata del municipio: Enschede riceve le insegne di città

### Età medievale
Nata come insediamento nei primi anni del Medioevo, la città disponeva di una chiesa, di una piazza per il mercato e di una residenza aristocratica fortificata. Nel 1300 circa le fu garantito il titolo di città, confermato nel 1325 dal vescovo di Utrecht Jan III van Diest, concedendo alla città il diritto di costruire le proprie difese. Poiché un muro di pietra sarebbe stato troppo costoso, Enschede utilizzò un sistema di palizzate, fossati e siepi (riconoscibili ancora oggi nella toponomastica del luogo, ad esempio Noorderhagen e Zuiderhagen, rispettivamente Siepe Nord e Siepe Sud).
Durante le campagne di Maurizio di Nassau nella guerra degli ottant'anni, la città fu catturata nel 1597 in seguito alla resa della guarnigione spagnola, e per precauzione le sue difese furono distrutte. Costruita in larga parte in legno, la città fu più volte vittima di incendi (nel 1517, nel 1750 e nel 1862), caratteristica che fece nascere la denominazione di Brandstichters (letteralmente: piromani) per gli abitanti.

## Cultura
La città è sede dell'Università di Twente.
La città è anche stata sede dell'Opera Forum Filarmonisch, la più grande associazione-fondazione itinerante di produzione di opere liriche in Olanda fondata nel 1955 e divenuta nel 1993 la Nationale Reisopera, o Nederlandse Reisopera, con sede tuttora ad Enschede.

## Infrastrutture e trasporti

### Ferrovie
La città è servita da tre stazioni ferroviarie (Enschede, Enschede Kennispark e Enschede de Eschmarke) con treni che la collegano a diverse città olandesi, tra cui Zwolle, Deventer, Apeldoorn, Amersfoort, Hilversum, Amsterdam, Utrecht, Rotterdam e L'Aia, e tedesche, tra cui Gronau, Münster e Dortmund.

### Aeroporti
La città era servita dall'aeroporto di Enschede-Twente, tuttavia esso è stato chiuso al traffico aereo nel 2008, anche se è ancora utilizzato da un club di volo locale.

### Mobilità urbana
La rete autobus di Enschede è composta sia da linee urbane, che collegano la periferia al centro città, gestite da Keolis Nederland, che da linee interurbane, che portano a Hengelo, Oldenzaal, Haaksbergen, Neede e Eibergen, e che sono gestite da Arriva e Keolis.

## Sport

### Calcio
Enschede è sede del Twente, campione d'Olanda (per la prima e unica volta nella sua storia) nella stagione 2009-2010.